# Đỏ và đen
Đỏ và đen (tiếng Pháp: Le Rouge et le Noir) là tiểu thuyết nổi tiếng nhất của Stendhal, được xuất bản vào năm 1830. Tiểu thuyết được viết vào năm 1830, mô tả về những nỗ lực của một người thanh niên trẻ vượt lên khỏi tầng lớp xã hội dưới của bản thân nhờ tài năng, làm việc chăm chỉ, mánh khóe và đạo đức giả, chỉ tìm thấy chính mình khi bị phản bội bởi chính người yêu của anh ta.
Giống như các tiểu thuyết sau đó của Stendhal như Tu viện thành Parma (La Chartreuse de Parme), Đỏ và đen nói về sự phát triển khởi đầu của một nhân vật, một con người bắt đầu trưởng thành. Vai chính trong câu chuyện, Julien Sorel, là một người đàn ông thông minh và có nghị lực, anh nuôi dưỡng những ảo tưởng lãng mạn và trở thành con tốt đen cho các mưu đồ chính trị của những người có quyền lực sống quanh mình. Stendhal dùng hình ảnh một người anh hùng bị thất bại để châm biếm, chế nhạo đời sống xã hội Pháp thời đó, đặc biệt là thói đạo đức giả và việc xem trọng vật chất của tầng lớp quý tộc và báo trước những thay đổi trong xã hội Pháp sẽ xóa bỏ những tầng lớp này lẫn quyền lực của nó.

## Cốt truyện
Nhân vật trung tâm là Julien Sorel một nhân vật "kiểu Stendhal" (Stendhalien) được tác giả thể hiện qua hầu hết các nhân vật trong các tác phẩm của ông. Julien Sorel là chàng trai với vẻ đẹp thanh tú, hơi xanh xao nhưng thông minh sắc sảo, đầy cá tính và nhiều tham vọng. Anh là một thanh niên thuộc giai cấp bình dân, là con một người xẻ cây ở địa phương Veriere nước Pháp. Vì vậy, Julien Sorel luôn luôn ấp ủ trong lòng giấc mơ thành đạt và tự khẳng định cá nhân mình bằng danh vọng, vinh quang cho dù bằng con đường nào.
Vì tham tiền, bố Julien Sorel đã buộc anh vào làm gia sư cho gia đình thị trưởng De Rênal. Tại đây, anh bị chinh phục một phần vì vẻ đẹp dịu dàng đài cát của bà De Rênal, còn một phần khác anh vẫn là một con người đứng ngấp nghé ở bên cánh cửa của xã hội thượng lưu và đang muốn chinh phục nó. Anh đã bắt đầu cuộc chinh phục ấy bằng cách chinh phục một người phụ nữ trong hàng ngũ của nó. Bà De Rênal là một phụ nữ đa cảm, từ lâu vẫn sống trong sự phục tùng với ông chồng dốt nát, thô thiển và nhiều tuổi hơn mình. Nên bà đã bị tính cách mạnh mẽ cộng với vẻ quyến rũ của chàng gia sư trẻ tuổi này chinh phục. Cuộc tình vụng trộm đầy thơ mộng xảy ra không được bao lâu thì có dư luận bàn tán. Ở Veriere vẫn luôn có những tranh chấp ngấm ngầm về quyền lợi và danh vọng giữa những người có quyền thế lúc nào cũng ganh ghét soi mói nhau, nên thị trưởng De Rênal rất sợ tai tiếng làm tổn hại đến thanh danh hơn là đau khổ vì việc vợ ngoại tình, Julien Sorel buộc phải ra đi để bảo toàn danh dự cho bà De Rênal. Anh được một tu sĩ đỡ đầu, cho vào học tại chủng viện, mong sau này có chút chức sắc trong giáo hội để làm phương tiện đi lên (trong xã hội trước Cách mạng tư sản Pháp (1789) được chia thành 3 đẳng cấp: quý tộc, tu sĩ nhà thờ Thiên Chúa giáo, tư sản). Tại trường thần học, Julien Sorel không thể chịu đựng nổi lối sống và thiết lập mối quan hệ với những người xung quanh. Nên đường mượn phương tiện "áo chùng đen" của anh không thể thực hiện được.
Anh lại được gửi đến làm thư ký riêng cho Hầu tước De La Môle, một gia đình thế gia vọng tộc của Pháp. Do thông minh, có năng lực và nhất là có cá tính đặc biệt, ngoại hình thu hút quyến rũ nên Julien Sorel đã tạo cho mình một nét riêng trong xã hội thượng lưu đầy nghi thức nhàm chán của những con người sáo rỗng giả dối. Nên một lần nữa, anh được Hầu tước tin dùng và yêu thích. Con gái hầu tước là tiểu thư Mathilde, một cô gái thông minh, kiêu kỳ và có cá tính mạnh mẽ đã dần dần bị chinh phục bởi sự vượt trội của Julien Sorel so với những chàng trong đám quý tộc mà cô đã tiếp xúc. Trong mối quan hệ nửa tình yêu, nửa tính toán, vừa say mê vừa tỉnh táo này, Julien Sorel tưởng như mình đã đạt đến mọi vinh quang khi biết Mathilde có thai. Chính điều này, nên hầu tước buộc lòng phải thu xếp và bằng mọi cách quý tộc hóa người thư ký của mình và tạo tương lai danh vọng cho anh bằng sắc nhung phục "đỏ" của con đường binh nghiệp để xứng đáng trong cuộc hôn nhân với Mathilde. Do áp lực của thế lực tôn giáo ở địa phương (Veriere), vốn không ưa gì sự thành đạt quá nhanh của những thanh niên hãnh tiến như Julien Sorel, nên bà De Rênal bị buộc phải viết thư tố cáo với hầu tước về mối quan hệ giữa Julien với bà trước đây. Mọi sự vỡ lở, Julien Sorel bị tổn thương nặng, nên đã từ chối mọi sự đính chính cần thiết để cứu vãn tương lai. Anh trở về Veriere rình bắn bà De Rênal, dù bà không chết, anh vẫn bị kết án tử hình. Anh từ chối mọi sự bào chữa của luật sư để chống án khi anh đã nhận thức được rằng mình đã mắc tội lớn vì dám mơ màng tới việc ngoi lên khỏi thân phận thường dân. Anh thấy rằng mình vẫn yêu bà De Rênal dù bà đã đẩy anh đến đường cùng. Bà De Rênal cũng mất đột ngột vài ngày sau khi Julien Sorel bị xử tử.

## Phim chuyển thể
- Der geheime Kurier (The Secret Courier) is a silent 1928 German film by Gennaro Righelli, featuring Ivan Mosjoukine, Lil Dagover, and Valeria Blanka.
- Il Corriere del re (The Courier of the King) is a black-and-white 1947 Italian film adaptation of the story also directed by Gennaro Righelli. It features Rossano Brazzi, Valentina Cortese, and Irasema Dilián.
- Another film adaptation of the novel was released in 1954, directed by Claude Autant-Lara. It stars Gerard Philipe, Antonella Lualdi and Danielle Darrieux. It won the French Syndicate of Cinema Critics award for the best film of the year.
- Le Rouge et le Noir is a 1961 French made-for-TV film version directed by Pierre Cardinal, with Robert Etcheverry, Micheline Presle, Marie Laforêt, and Jean-Roger Caussimon.
- A BBC TV mini-series in five episodes The Scarlet and the Black, was made in 1965, starring John Stride, June Tobin, and Karin Fernald.
- Krasnoe i chyornoe (Red and Black) is a 1976 Soviet film version, directed by Sergei Gerasimov, with Nikolai Yeryomenko Ml, Natalya Bondarchuk, and Natalya Belokhvostikova.
- Another BBC TV mini-series called Scarlet and Black was first broadcast in 1993, starring Ewan McGregor, Rachel Weisz và Stratford Johns as the Abbe Pirard. A notable addition to the plot was the spirit of Napoleon (Christopher Fulford) who advises Sorel (McGregor) through his rise and fall.
- A made-for-TV film version of the novel called The Red and the Black was first broadcast in 1997 by Koch Lorber Films, starring Kim Rossi Stuart, Carole Bouquet và Judith Godrèche; it was directed by Jean-Daniel Verhaeghe. This version is available on DVD.